# Чарлі Паттон
Чарлі Паттон (англ. Charley Patton; 1 травня 1891 — 28 квітня 1934) — американський блюзовий музикант, піонер дельта-блюзу. Грав на гітарі, як класичній так і слайд-гітарі.
Володів характерним, хрипливим але дуже сильним голосом, який було чутно на відстані 450 метрів. Вважається одним із перших шоуменів в розважальній музиці — наприклад він міг грати на колінах або тримаючи гітару за спиною, пізніше ці елементи розвивали Т-Бон Волкер та Джимі Хендрікс. Ім'я цього музиканта було занесено до Зали слави блюзу.

## Пісні у форматі ogg
| - 34 Bluesⓘ - A Spoonful Bluesⓘ - Banty Rooster Bluesⓘ - Bird Nest Boundⓘ - Down the Dirt Road Bluesⓘ - Dry Well Bluesⓘ - Elder Green Bluesⓘ - Going to Move to Alabamaⓘ - Green River Bluesⓘ - Hammer Bluesⓘ - High Water Everywhere Part Iⓘ - High Water Everywhere Part IIⓘ - High Sherriff Bluesⓘ | - It Won't Be Longⓘ - Mississippi Bo Weavil Bluesⓘ - Moon Going Downⓘ - Pony Bluesⓘ - Poor Meⓘ - Screamin' and Hollerin' the Bluesⓘ - Shake It and Break Itⓘ - Some These Days I'll Be Goneⓘ - Stone Pony Bluesⓘ - Tom Rushen Bluesⓘ - When Your Way Gets Darkⓘ |